# Championnats d'Europe de cyclisme sur piste 2021
Navigation
Plovdiv 2020 Munich 2022
Les championnats d'Europe de cyclisme sur piste 2021 ont lieu du 5 au 9 octobre 2021, sur le Vélodrome Suisse à Granges en Suisse. Ils sont organisés par l'Union européenne de cyclisme. 

## Controverses
À l'origine, ces championnats d'Europe devaient intégrer l'UEC Super Cycling European Championships, regroupant durant le mois d'août à Minsk les championnats d'Europe de plusieurs disciplines cyclistes. Cependant, en raison du report des Jeux olympiques de 2020 de Tokyo en août 2021, le « Super-Championnat d'Europe » est annulé. Ils sont alors programmés du 23 au 27 juin 2021, au sein du Vélodrome Minsk-Arena à Minsk en Biélorussie, une première pour la nation biélorusse. 
L'organisation des championnats en Biélorussie a fait l'objet de critiques internationales. Malgré les manifestations de 2020-2021 en Biélorussie contre le régime du dictateur biélorusse Alexandre Loukachenko et la violence des organes de sécurité contre le peuple biélorusse, l'UEC a maintenu l'organisation à Minsk. Loukachenko est accusé de crimes contre l'humanité,. Cependant, aucun hôte alternatif n'a été trouvé pour couvrir les coûts du championnat et l'organisation est rendue possible par le fait que le Comité international olympique n'a pas suspendu le comité national olympique biélorusse,.
En mai 2021, la Fédération des sports du Danemark proposent de déplacer le Championnat d'Europe de cyclisme sur piste au Danemark. Le pays est prêt à envisager la possibilité d'une compensation pour toutes les pertes de l'Union cycliste européenne liées au changement de site. Le 25 mai 2021, la Fédération allemande de cyclisme informe qu'après le détournement du vol Ryanair 4978, il n'est pas possible pour l'équipe allemande de se rendre à Minsk dans ces circonstances. Le même jour, l'équipe des Pays-Bas annonce également refuser de se rendre à Minsk.
Finalement, l'UEC décide le 27 mai 2021 de retirer l'organisation de l'événement à la Biélorussie et de reprogrammer les Championnats en octobre.
Le 13 juillet 2021, les championnats sont finalement attribués à Granges en Suisse et sont positionnés du 5 au 9 octobre 2021. C'est la deuxième fois après 2015 que Granges accueille ces championnats. 306 cyclistes venus de 26 pays participent aux championnats.

## Programme
| Date               | Finales masculines                                  | Finales féminines                                     |
| ------------------ | --------------------------------------------------- | ----------------------------------------------------- |
| Mardi 5 octobre    | Vitesse par équipes, course à l'élimination         | Vitesse par équipes, scratch                          |
| Mercredi 6 octobre | Kilomètre, course aux points, poursuite par équipes | Poursuite par équipes, course à l'élimination         |
| Jeudi 7 octobre    | Poursuite individuelle, scratch                     | Vitesse individuelle, omnium                          |
| Vendredi 8 octobre | Vitesse individuelle, omnium                        | 500 mètres, poursuite individuelle, course aux points |
| Samedi 9 octobre   | Keirin, course à l'américaine                       | Keirin, course à l'américaine                         |

## Résultats
- (q) signifie que le coureur n'a pas participé à la finale pour la médaille, mais à un tour qualificatif.

### Épreuves masculines
| Épreuves               | Or                                                                          | Or             | Argent                                                         | Argent         | Bronze                                                                    | Bronze         |
| ---------------------- | --------------------------------------------------------------------------- | -------------- | -------------------------------------------------------------- | -------------- | ------------------------------------------------------------------------- | -------------- |
| Kilomètre              | Jeffrey Hoogland                                                            | 58 s 016       | Sam Ligtlee                                                    | 59 s 767       | Patryk Rajkowski                                                          | 59 s 890       |
| Keirin                 | Jeffrey Hoogland                                                            |                | Tom Derache                                                    |                | Joachim Eilers                                                            |                |
| Vitesse individuelle   | Harrie Lavreysen                                                            |                | Jeffrey Hoogland                                               |                | Mikhail Iakovlev                                                          |                |
| Vitesse par équipes    | Pays-Bas Jeffrey Hoogland Harrie Lavreysen Roy van den Berg Sam Ligtlee (q) | 42 s 302       | France Timmy Gillion Rayan Helal Sébastien Vigier              | 44 s 193       | Pologne Maciej Bielecki Patryk Rajkowski Mateusz Rudyk Daniel Rochna (q)  | 43 s 007       |
| Poursuite individuelle | Jonathan Milan                                                              |                | Lev Gonov                                                      |                | Claudio Imhof                                                             | 4 min 8 s 851  |
| Poursuite par équipes  | Danemark Carl-Frederik Bévort Tobias Hansen Matias Malmberg Rasmus Pedersen | 3 min 51 s 382 | Suisse Claudio Imhof Valère Thiébaud Simon Vitzthum Alex Vogel | 3 min 52 s 646 | Grande-Bretagne Rhys Britton Charlie Tanfield William Tidball Oliver Wood | 3 min 55 s 595 |
| Course aux points      | Benjamin Thomas                                                             | 81 pts         | Iúri Leitão                                                    | 61 pts         | Vlas Shichkin                                                             | 57 pts         |
| Américaine             | Pays-Bas Yoeri Havik Jan-Willem van Schip                                   | 60 pts         | Belgique Kenny De Ketele Lindsay De Vylder                     | 56 pts         | Portugal Rui Oliveira Iúri Leitão                                         | 49 pts         |
| Scratch                | Rui Oliveira                                                                |                | Vincent Hoppezak                                               |                | JB Murphy                                                                 |                |
| Omnium                 | Alan Banaszek                                                               | 136 pts        | Fabio Van den Bossche                                          | 130 pts        | Matias Malmberg                                                           | 124 pts        |
| Course à l'élimination | Sergey Rostovtsev                                                           |                | João Matias                                                    |                | Thomas Boudat                                                             |                |

### Épreuves féminines
| Épreuves               | Or                                                                                                | Or             | Argent                                                                                        | Argent         | Bronze                                                                        | Bronze         |
| ---------------------- | ------------------------------------------------------------------------------------------------- | -------------- | --------------------------------------------------------------------------------------------- | -------------- | ----------------------------------------------------------------------------- | -------------- |
| 500 mètres             | Daria Shmeleva                                                                                    | 33 s 086       | Pauline Grabosch                                                                              | 33 s 336       | Yana Tyshchenko                                                               | 33 min 534 s   |
| Keirin                 | Lea Sophie Friedrich                                                                              |                | Olena Starikova                                                                               |                | Yana Tyshchenko                                                               |                |
| Vitesse individuelle   | Shanne Braspennincx                                                                               |                | Lea Sophie Friedrich                                                                          |                | Mathilde Gros                                                                 |                |
| Vitesse par équipes    | Pays-Bas Shanne Braspennincx Kyra Lamberink Hetty van de Wouw Steffie van der Peet (q)            | 46 s 551 RM    | Allemagne Lea Sophie Friedrich Pauline Grabosch Alessa-Catriona Pröpster                      | 47 s 299       | Russie Natalia Antonova Daria Shmeleva Yana Tyshchenko Anastasiia Voinova (q) | 46 s 795       |
| Poursuite individuelle | Lisa Brennauer                                                                                    | 3 min 19 s 548 | Marion Borras                                                                                 | 3 min 23 s 297 | Mieke Kröger                                                                  | 3 min 21 s 646 |
| Poursuite par équipes  | Allemagne Franziska Brauße Lisa Brennauer Mieke Kröger Laura Süßemilch Lena Charlotte Reißner (q) | 4 min 13 s 489 | Italie Martina Alzini Rachele Barbieri Martina Fidanza Silvia Zanardi Letizia Paternoster (q) | 4 min 20 s 923 | Irlande Mia Griffin Emily Kay Kelly Murphy Alice Sharpe                       | 4 min 21 s 264 |
| Course aux points      | Gulnaz Khatuntseva                                                                                | 35 pts         | Shari Bossuyt                                                                                 | 28 pts         | Lonneke Uneken                                                                | 22 pts         |
| Américaine             | Grande-Bretagne Katie Archibald Neah Evans                                                        | 63 pts         | Danemark Amalie Dideriksen Julie Leth                                                         | 50 pts         | France Victoire Berteau Marion Borras                                         | 49 pts         |
| Scratch                | Katie Archibald                                                                                   |                | Valentine Fortin                                                                              |                | Daria Pikulik                                                                 |                |
| Omnium                 | Katie Archibald                                                                                   | 154 pts        | Victoire Berteau                                                                              | 120 pts        | Rachele Barbieri                                                              | 118 pts        |
| Course à l'élimination | Valentine Fortin                                                                                  |                | Letizia Paternoster                                                                           |                | Neah Evans                                                                    |                |

## Résultats détaillés

### Hommes

#### Kilomètre
- Finale[17]

| Pos                | Nom                | Pays      | Temps    | Écart  | Notes |
| ------------------ | ------------------ | --------- | -------- | ------ | ----- |
| Médaille d'or      | Jeffrey Hoogland   | Pays-Bas  | 58.016   |        |       |
| Médaille d'argent  | Sam Ligtlee        | Pays-Bas  | 59.767   | +1.751 |       |
| Médaille de bronze | Patryk Rajkowski   | Pologne   | 59.890   | +1.874 |       |
| 4                  | Joachim Eilers     | Allemagne | 1:00.265 | +2.249 |       |
| 5                  | Alejandro Martínez | Espagne   | 1:00.419 | +2.403 |       |
| 6                  | Anton Höhne        | Allemagne | 1:00.425 | +2.409 |       |
| 7                  | Davide Boscaro     | Italie    | 1:00.967 | +2.951 |       |
| 8                  | Robin Wagner       | Tchéquie  | 1:01.337 | +3.321 |       |

#### Keirin
- Finale[21]

| Pos                | Nom              | Pays      | Notes |
| ------------------ | ---------------- | --------- | ----- |
| Médaille d'or      | Jeffrey Hoogland | Pays-Bas  |       |
| Médaille d'argent  | Tom Derache      | France    |       |
| Médaille de bronze | Joachim Eilers   | Allemagne |       |
| 4                  | Mikhail Iakovlev | Russie    |       |
| 5                  | Patryk Rajkowski | Pologne   |       |
| 6                  | Harrie Lavreysen | Pays-Bas  |       |

- Petite finale

| Pos | Nom             | Pays            | Notes |
| --- | --------------- | --------------- | ----- |
| 7   | Marc Jurczyk    | Allemagne       |       |
| 8   | Daniel Rochna   | Pologne         |       |
| 9   | Hamish Turnbull | Grande-Bretagne |       |
| 10  | Martin Čechman  | Tchéquie        |       |
| 11  | Tomáš Bábek     | Tchéquie        |       |
| 12  | Rayan Helal     | France          |       |

#### Vitesse
- Finales[27]

| Pos                              | Nom              | Pays     | 1re manche | 2e manche | 3e manche |
| -------------------------------- | ---------------- | -------- | ---------- | --------- | --------- |
| Match pour la médaille d'or      |                  |          |            |           |           |
| Médaille d'or                    | Harrie Lavreysen | Pays-Bas | X          | X         |           |
| Médaille d'argent                | Jeffrey Hoogland | Pays-Bas | +0.152     | +0.063    |           |
| Match pour la médaille de bronze |                  |          |            |           |           |
| Médaille de bronze               | Mikhail Iakovlev | Russie   | X          | X         |           |
| 4                                | Sébastien Vigier | France   | +0.148     | +0.407    |           |

#### Vitesse par équipes
- Finales[30]

| Pos                              | Équipe                                                          | Temps  | Écart  | Notes |
| -------------------------------- | --------------------------------------------------------------- | ------ | ------ | ----- |
| Match pour la médaille d'or      |                                                                 |        |        |       |
| Médaille d'or                    | Pays-Bas Jeffrey Hoogland Harrie Lavreysen Roy van den Berg     | 42.302 |        |       |
| Médaille d'argent                | France Timmy Gillion Rayan Helal Sébastien Vigier               | 44.193 | +1.891 |       |
| Match pour la médaille de bronze |                                                                 |        |        |       |
| Médaille de bronze               | Pologne Maciej Bielecki Patryk Rajkowski Mateusz Rudyk          | 43.007 |        |       |
| 4                                | Grande-Bretagne Alistair Fielding Joseph Truman Hamish Turnbull | 43.044 | +0.037 |       |

#### Poursuite individuelle
- Finales[32]

| Course pour la médaille d'or      |                 |        |          |        |  |
| Médaille d'or                     | Jonathan Milan  | Italie |          |        |  |
| Médaille d'argent                 | Lev Gonov       | Russie | rejoint  |        |  |
| Course pour la médaille de bronze |                 |        |          |        |  |
| Médaille de bronze                | Claudio Imhof   | Suisse | 4:08.851 |        |  |
| 4                                 | Benjamin Thomas | France | 4:09.314 | +0.463 |  |

#### Poursuite par équipes
- Finales[35]

| Pos                              | Équipe                                                                      | Temps    | Écart  | Notes |
| -------------------------------- | --------------------------------------------------------------------------- | -------- | ------ | ----- |
| Match pour la médaille d'or      |                                                                             |          |        |       |
| Médaille d'or                    | Danemark Carl-Frederik Bévort Tobias Hansen Matias Malmberg Rasmus Pedersen | 3:51.382 |        |       |
| Médaille d'argent                | Suisse Claudio Imhof Valère Thiébaud Simon Vitzthum Alex Vogel              | 3:52.646 | +1.264 |       |
| Match pour la médaille de bronze |                                                                             |          |        |       |
| Médaille de bronze               | Grande-Bretagne Rhys Britton Charlie Tanfield William Tidball Oliver Wood   | 3:55.595 |        |       |
| 4                                | Allemagne Tobias Buck-Gramcko Felix Groß Nicolas Heinrich Theo Reinhardt    | 3:55.617 | +0.022 |       |

#### Course aux points
| Pos                | Nom                  | Pays            | Points au tour | Points au sprint | Ordre à l'arrivée | Total   |
| ------------------ | -------------------- | --------------- | -------------- | ---------------- | ----------------- | ------- |
| Médaille d'or      | Benjamin Thomas      | France          | 40             | 41               | 7                 | 81      |
| Médaille d'argent  | Iúri Leitão          | Portugal        | 40             | 21               | 6                 | 61      |
| Médaille de bronze | Vlas Shichkin        | Russie          | 40             | 17               | 3                 | 57      |
| 4                  | Daniel Staniszewski  | Pologne         | 20             | 23               | 1                 | 43      |
| 5                  | JB Murphy            | Irlande         | 40             | 3                | 5                 | 43      |
| 6                  | Sebastián Mora       | Espagne         | 20             | 23               | 8                 | 43      |
| 7                  | Kenny De Ketele      | Belgique        | 20             | 19               | 2                 | 39      |
| 8                  | William Perrett      | Grande-Bretagne | 20             | 12               | 4                 | 32      |
| 9                  | Jan-Willem van Schip | Pays-Bas        | 20             | 9                | 13                | 29      |
| 10                 | Yauheni Karaliok     | Biélorussie     | 20             | 6                | 11                | 26      |
| 11                 | Vitaliy Hryniv       | Ukraine         | 0              | 3                | 10                | 3       |
| 12                 | Matteo Donegà        | Italie          | –20            | 0                | 12                | –20     |
| 13                 | Nicolas Pietrula     | Tchéquie        | –60            | 2                | 9                 | –58     |
| 14                 | Andreas Graf         | Autriche        | –40            | 0                | –                 | Abandon |
| 14                 | Dimitrios Christakos | Grèce           | –40            | 0                | –                 | Abandon |
| 14                 | Krisztián Lovassy    | Hongrie         | –40            | 2                | –                 | Abandon |
| 14                 | Rotem Tene           | Israël          | –20            | 0                | –                 | Abandon |
| 14                 | Daniel Crista        | Roumanie        | 0              | 3                | –                 | Abandon |
| 14                 | Nicolò De Lisi       | Suisse          | –20            | 2                | –                 | Abandon |
| 14                 | Pierre-Pascal Keup   | Allemagne       | 0              | 1                | –                 | Abandon |

#### Américaine
| Pos                | Nom                                | Pays            | Points au tour | Points au sprint | Ordre à l'arrivée | Total   |
| ------------------ | ---------------------------------- | --------------- | -------------- | ---------------- | ----------------- | ------- |
| Médaille d'or      | Yoeri Havik Jan-Willem van Schip   | Pays-Bas        | 40             | 20               | 9                 | 60      |
| Médaille d'argent  | Kenny De Ketele Lindsay De Vylder  | Belgique        | 0              | 56               | 1                 | 56      |
| Médaille de bronze | Iúri Leitão Rui Oliveira           | Portugal        | 20             | 29               | 4                 | 49      |
| 4                  | Elia Viviani Michele Scartezzini   | Italie          | 0              | 37               | 8                 | 37      |
| 5                  | Lev Gonov Vlas Shichkin            | Russie          | 20             | 14               | 7                 | 34      |
| 6                  | Thomas Boudat Morgan Kneisky       | France          | 0              | 19               | 10                | 19      |
| 7                  | Roger Kluge Alan Banaszek          | Allemagne       | 0              | 11               | 2                 | 11      |
| 8                  | Rhys Britton Oliver Wood           | Grande-Bretagne | 0              | 8                | 5                 | 8       |
| 9                  | Frederik Wandahl Matias Malmberg   | Danemark        | 0              | 7                | 3                 | 7       |
| 10                 | Tristan Marguet Claudio Imhof      | Suisse          | 0              | 6                | 6                 | 6       |
| 11                 | Roman Gladysh Vitaliy Hryniv       | Ukraine         | –20            | 3                | 13                | –17     |
| 12                 | Daniel Babor Denis Rugovac         | Tchéquie        | –60            | 5                | 11                | –55     |
| 13                 | Erik Martorell Sebastián Mora      | Espagne         | –80            | 10               | 12                | –70     |
| 14                 | Bartosz Rudyk Daniel Staniszewski  | Pologne         | –40            | 6                | –                 | Abandon |
| 14                 | Yauheni Karaliok Dzianis Mazur     | Biélorussie     | –40            | 0                | –                 | Abandon |
| 14                 | Dimitrios Christakos Zísis Soúlios | Grèce           | –60            | 0                | –                 | Abandon |
| 14                 | Itamar Einhorn Rotem Tene          | Israël          | –40            | 0                | –                 | Abandon |
| 14                 | Krisztián Lovassy Gergő Orosz      | Hongrie         | –60            | 0                | –                 | Abandon |

#### Scratch
| Pos                | Nom                    | Pays            | Tours         |
| ------------------ | ---------------------- | --------------- | ------------- |
| Médaille d'or      | Rui Oliveira           | Portugal        |               |
| Médaille d'argent  | Vincent Hoppezak       | Pays-Bas        |               |
| Médaille de bronze | JB Murphy              | Irlande         | –1            |
| 4                  | Dzianis Mazur          | Biélorussie     | –1            |
| 5                  | Roman Gladysh          | Ukraine         | –1            |
| 6                  | Tristan Marguet        | Suisse          | –1            |
| 7                  | Bartosz Rudyk          | Pologne         | –1            |
| 8                  | Tobias Hansen          | Danemark        | –1            |
| 9                  | Daniel Babor           | Tchéquie        | –1            |
| 10                 | Theo Reinhardt         | Allemagne       | –1            |
| 11                 | Morgan Kneisky         | France          | –1            |
| 12                 | Krisztián Lovassy      | Hongrie         | –1            |
| 13                 | Lindsay De Vylder      | Belgique        | –1            |
| 14                 | Mattia Pinazzi         | Italie          | –1            |
| 15                 | Rhys Britton           | Grande-Bretagne | –1            |
| 16                 | Sergey Rostovtsev      | Russie          | –1            |
| 17                 | Rotem Tene             | Israël          | –1            |
| 18                 | Justas Beniušis        | Lituanie        | –1            |
| 19                 | Sebastián Mora         | Espagne         | –1            |
| 20                 | Martin Chren           | Slovaquie       | –1            |
| 21                 | Zísis Soúlios          | Grèce           | –2            |
| 22                 | Nikolay Genov          | Bulgarie        | abandon       |
| 22                 | Vitālijs Korņilovs     | Lettonie        | abandon       |
|                    | Maximilian Schmidbauer | Autriche        | Pas au départ |

#### Omnium
- Course aux points et classement final[44]

| Rang               | Nom                   | Pays            | Scratch | Tempo | Elim. | Sous-total | Points au tour | Points au sprint | Ordre à l'arrivée | Points total |
| ------------------ | --------------------- | --------------- | ------- | ----- | ----- | ---------- | -------------- | ---------------- | ----------------- | ------------ |
| Médaille d'or      | Alan Banaszek         | Pologne         | 32      | 38    | 36    | 106        | 20             | 10               | 15                | 136          |
| Médaille d'argent  | Fabio Van den Bossche | Belgique        | 16      | 30    | 34    | 80         | 40             | 10               | 4                 | 130          |
| Médaille de bronze | Matias Malmberg       | Danemark        | 38      | 40    | 38    | 116        | 0              | 8                | 3                 | 124          |
| 4                  | Oliver Wood           | Grande-Bretagne | 30      | 36    | 26    | 92         | 20             | 5                | 5                 | 117          |
| 5                  | Tim Torn Teutenberg   | Allemagne       | 24      | 32    | 32    | 88         | 20             | 8                | 8                 | 116          |
| 6                  | Francesco Lamon       | Italie          | 36      | 26    | 12    | 74         | 40             | 2                | 13                | 116          |
| 7                  | Thomas Boudat         | France          | 34      | 34    | 40    | 108        | 0              | 7                | 7                 | 115          |
| 8                  | Sebastián Mora        | Espagne         | 26      | 20    | 28    | 74         | 20             | 19               | 1                 | 113          |
| 9                  | Roy Eefting           | Pays-Bas        | 40      | 22    | 2     | 64         | 40             | 1                | 22                | 105          |
| 10                 | João Matias           | Portugal        | 20      | 18    | 20    | 58         | 20             | 11               | 2                 | 89           |
| 11                 | JB Murphy             | Irlande         | 12      | 28    | 1     | 41         | 40             | 8                | 14                | 89           |
| 12                 | Denis Rugovac         | Tchéquie        | 28      | 10    | 30    | 68         | 20             | 0                | 24                | 88           |
| 13                 | Simon Vitzthum        | Suisse          | 14      | 24    | 24    | 62         | 20             | 3                | 11                | 85           |
| 14                 | Maksym Vasyliev       | Ukraine         | 22      | 16    | 18    | 56         | 0              | 6                | 9                 | 62           |
| 15                 | Viktor Filutás        | Hongrie         | 1       | 12    | 22    | 35         | 0              | 5                | 12                | 40           |
| 16                 | Dzianis Mazur         | Biélorussie     | 8       | 14    | 16    | 38         | 0              | 2                | 18                | 40           |
| 17                 | Daniel Crista         | Roumanie        | 18      | 6     | 1     | 25         | 0              | 0                | 23                | 25           |
| 18                 | Gleb Syritsa          | Russie          | 1       | 4     | 14    | 19         | 0              | 5                | 6                 | 24           |
| 19                 | Itamar Einhorn        | Israël          | 10      | 1     | 8     | 19         | 0              | 5                | 19                | 24           |
| 20                 | Justas Beniušis       | Lituanie        | 2       | 8     | 10    | 20         | 0              | 3                | 17                | 23           |
| 21                 | Zísis Soúlios         | Grèce           | 4       | 2     | 1     | 7          | 0              | 3                | 10                | 10           |
| 22                 | Andreas Graf          | Autriche        | 6       | –39   | 4     | –29        | 0              | 0                | 16                | –29          |
| 23                 | Martin Chren          | Slovaquie       | 1       | –39   | 1     | –37        | 0              | 0                | 20                | –37          |
| 24                 | Nikolay Genov         | Bulgarie        | –39     | –39   | 6     | –72        | 0              | 0                | 21                | –72          |

#### Course à élimination
| Pos                | Nom                    | Pays            |
| ------------------ | ---------------------- | --------------- |
| Médaille d'or      | Sergey Rostovtsev      | Russie          |
| Médaille d'argent  | João Matias            | Portugal        |
| Médaille de bronze | Thomas Boudat          | France          |
| 4                  | Nico Selenati          | Suisse          |
| 5                  | Tim Torn Teutenberg    | Allemagne       |
| 6                  | JB Murphy              | Irlande         |
| 7                  | Damian Sławek          | Pologne         |
| 8                  | Erik Martorell         | Espagne         |
| 9                  | Stefano Moro           | Italie          |
| 10                 | Gerben Thijssen        | Belgique        |
| 11                 | Rotem Tene             | Israël          |
| 12                 | Maikel Zijlaard        | Pays-Bas        |
| 13                 | Volodymyr Dzhus        | Ukraine         |
| 14                 | Yauheni Karaliok       | Biélorussie     |
| 15                 | William Perrett        | Grande-Bretagne |
| 16                 | Maximilian Schmidbauer | Autriche        |
| 17                 | Nikolay Genov          | Bulgarie        |
| 18                 | Denis Rugovac          | Tchéquie        |
| 19                 | Dimitrios Christakos   | Grèce           |
| 20                 | Gergő Orosz            | Hongrie         |
| 21                 | Mantas Bitinas         | Lituanie        |
| 22                 | Robin Juel Skivild     | Danemark        |

### Femmes

#### 500 mètres
- Finale[46]

| Pos                | Nom                      | Pays      | Temps  | Écart  | Notes |
| ------------------ | ------------------------ | --------- | ------ | ------ | ----- |
| Médaille d'or      | Daria Shmeleva           | Russie    | 33.086 |        |       |
| Médaille d'argent  | Pauline Grabosch         | Allemagne | 33.336 | +0.250 |       |
| Médaille de bronze | Yana Tyshchenko          | Russie    | 33.534 | +0.448 |       |
| 4                  | Steffie van der Peet     | Pays-Bas  | 33.641 | +0.555 |       |
| 5                  | Miriam Vece              | Italie    | 33.679 | +0.593 |       |
| 6                  | Kyra Lamberink           | Pays-Bas  | 33.844 | +0.758 |       |
| 7                  | Alessa-Catriona Pröpster | Allemagne | 34.286 | +1.200 |       |
| 8                  | Urszula Łoś              | Pologne   | 34.549 | +1.463 |       |

#### Keirin
- Finale[50]

| Pos                | Nom              | Pays            | Notes |
| ------------------ | ---------------- | --------------- | ----- |
| Médaille d'or      | Lea Friedrich    | Allemagne       |       |
| Médaille d'argent  | Olena Starikova  | Ukraine         |       |
| Médaille de bronze | Yana Tyshchenko  | Russie          |       |
| 4                  | Sophie Capewell  | Grande-Bretagne |       |
| 5                  | Nicky Degrendele | Belgique        |       |
| 6                  | Helena Casas     | Espagne         |       |

- Petite finale

| Pos | Nom                      | Pays      | Notes |
| --- | ------------------------ | --------- | ----- |
| 7   | Shanne Braspennincx      | Pays-Bas  |       |
| 8   | Hetty van de Wouw        | Pays-Bas  |       |
| 9   | Daria Shmeleva           | Russie    |       |
| 10  | Marlena Karwacka         | Pologne   |       |
| 11  | Mathilde Gros            | France    |       |
| 12  | Alessa-Catriona Pröpster | Allemagne |       |

#### Vitesse
- Finales[55]

| Pos                              | Nom                 | Pays      | 1re manche | 2e manche | 3e manche |
| -------------------------------- | ------------------- | --------- | ---------- | --------- | --------- |
| Match pour la médaille d'or      |                     |           |            |           |           |
| Médaille d'or                    | Shanne Braspennincx | Pays-Bas  | X          | X         |           |
| Médaille d'argent                | Lea Friedrich       | Allemagne | +0.092     | +0.024    |           |
| Match pour la médaille de bronze |                     |           |            |           |           |
| Médaille de bronze               | Mathilde Gros       | France    | X          | X         |           |
| 4                                | Olena Starikova     | Ukraine   | +0.040     | +0.045    |           |

#### Vitesse par équipes
- Finales[58]

| Pos                              | Équipe                                                            | Temps  | Écart  | Notes |
| -------------------------------- | ----------------------------------------------------------------- | ------ | ------ | ----- |
| Match pour la médaille d'or      |                                                                   |        |        |       |
| Médaille d'or                    | Pays-Bas Shanne Braspennincx Kyra Lamberink Hetty van de Wouw     | 46.551 |        | RM    |
| Médaille d'argent                | Allemagne Lea Friedrich Pauline Grabosch Alessa-Catriona Pröpster | 47.299 | +0.748 |       |
| Match pour la médaille de bronze |                                                                   |        |        |       |
| Médaille de bronze               | Russie Natalia Antonova Daria Shmeleva Yana Tyshchenko            | 46.795 |        |       |
| 4                                | Grande-Bretagne Lauren Bate Blaine Ridge-Davis Milly Tanner       | 47.702 | +0.907 |       |

#### Poursuite individuelle
- Finales[60]

| Course pour la médaille d'or      |                |           |          |        |  |
| Médaille d'or                     | Lisa Brennauer | Allemagne | 3:19.548 |        |  |
| Médaille d'argent                 | Marion Borras  | France    | 3:23.297 | +3.749 |  |
| Course pour la médaille de bronze |                |           |          |        |  |
| Médaille de bronze                | Mieke Kröger   | Allemagne | 3:21.646 |        |  |
| 4                                 | Martina Alzini | Italie    | OVL      |        |  |

#### Poursuite par équipes
- Finales[63]

| Pos                              | Équipe                                                                 | Temps    | Écart  | Notes |
| -------------------------------- | ---------------------------------------------------------------------- | -------- | ------ | ----- |
| Match pour la médaille d'or      |                                                                        |          |        |       |
| Médaille d'or                    | Allemagne Franziska Brauße Lisa Brennauer Mieke Kröger Laura Süßemilch | 4:13.489 |        |       |
| Médaille d'argent                | Italie Martina Alzini Rachele Barbieri Martina Fidanza Silvia Zanardi  | 4:20.923 | +7.434 |       |
| Match pour la médaille de bronze |                                                                        |          |        |       |
| Médaille de bronze               | Irlande Mia Griffin Emily Kay Kelly Murphy Alice Sharpe                | 4:21.264 |        |       |
| 4                                | Grande-Bretagne Megan Barker Ella Barnwell Eluned King Madelaine Leech | 4:24.904 | +3.640 |       |

#### Course aux points
| Pos                | Nom                  | Pays            | Points au tour | Points au sprint | Ordre à l'arrivée | Total   |
| ------------------ | -------------------- | --------------- | -------------- | ---------------- | ----------------- | ------- |
| Médaille d'or      | Gulnaz Khatuntseva   | Russie          | 20             | 15               | 3                 | 35      |
| Médaille d'argent  | Shari Bossuyt        | Belgique        | 20             | 8                | 6                 | 28      |
| Médaille de bronze | Lonneke Uneken       | Pays-Bas        | 20             | 2                | 9                 | 22      |
| 4                  | Olivija Baleišytė    | Lituanie        | 20             | 1                | 15                | 21      |
| 5                  | Silvia Zanardi       | Italie          | 0              | 18               | 5                 | 18      |
| 6                  | Valentine Fortin     | France          | 0              | 15               | 4                 | 15      |
| 7                  | Karolina Karasiewicz | Pologne         | 0              | 14               | 2                 | 14      |
| 8                  | Laura Süßemilch      | Allemagne       | 0              | 10               | 1                 | 10      |
| 9                  | Daniela Campos       | Portugal        | 0              | 8                | 11                | 8       |
| 10                 | Neah Evans           | Grande-Bretagne | 0              | 6                | 10                | 6       |
| 11                 | Léna Mettraux        | Suisse          | 0              | 5                | 7                 | 5       |
| 12                 | Jarmila Machačová    | Tchéquie        | 0              | 1                | 14                | 1       |
| 13                 | Tereza Medvedová     | Slovaquie       | 0              | 0                | 12                | 0       |
| 14                 | Nastassia Kiptsikava | Biélorussie     | –20            | 10               | 13                | –10     |
| 15                 | Alice Sharpe         | Irlande         | –20            | 0                | 8                 | –20     |
| 16                 | Tania Calvo          | Espagne         | –20            | 0                | –                 | Abandon |
| 16                 | Tamara László        | Hongrie         | –20            | 0                | –                 | Abandon |
| 16                 | Viktoriia Yaroshenko | Ukraine         | –20            | 8                | –                 | Abandon |

#### Américaine
| Pos                | Nom                                  | Pays            | Points au tour | Points au sprint | Ordre à l'arrivée | Total   |
| ------------------ | ------------------------------------ | --------------- | -------------- | ---------------- | ----------------- | ------- |
| Médaille d'or      | Katie Archibald Neah Evans           | Grande-Bretagne | 20             | 43               | 1                 | 63      |
| Médaille d'argent  | Amalie Dideriksen Julie Leth         | Danemark        | 20             | 30               | 2                 | 50      |
| Médaille de bronze | Victoire Berteau Marion Borras       | France          | 20             | 29               | 4                 | 49      |
| 4                  | Michelle Andres Léna Mettraux        | Suisse          | 20             | 3                | 5                 | 23      |
| 5                  | Mariia Miliaeva Maria Novolodskaya   | Russie          | 20             | 2                | 9                 | 22      |
| 6                  | Rachele Barbieri Silvia Zanardi      | Italie          | 0              | 19               | 3                 | 19      |
| 7                  | Wiktoria Pikulik Nikol Płosaj        | Pologne         | 0              | 8                | 10                | 8       |
| 8                  | Marit Raaijmakers Maike van der Duin | Pays-Bas        | 0              | 6                | 11                | 6       |
| 9                  | Laura Süßemilch Lea Lin Teutenberg   | Allemagne       | 0              | 2                | 14                | 2       |
| 10                 | Shari Bossuyt Katrijn De Clercq      | Belgique        | 0              | 1                | 6                 | 1       |
| 11                 | Tania Calvo Eukene Larrarte          | Espagne         | 0              | 0                | 13                | 0       |
| 12                 | Kseniia Fedotova Tetyana Klimchenko  | Ukraine         | 0              | 0                | 15                | 0       |
| 13                 | Emily Kay Alice Sharpe               | Irlande         | –40            | 0                | 7                 | –40     |
| 14                 | Jarmila Machačová Petra Ševčíková    | Tchéquie        | –60            | 0                | 8                 | –60     |
| 15                 | Nastassia Kiptsikava Hanna Tserakh   | Biélorussie     | –80            | 0                | 12                | –80     |
| 16                 | Johanna Kitti Borissza Tamara László | Hongrie         | –20            | 0                | –                 | Abandon |

#### Scratch
| Pos                | Nom                    | Pays            | Tours |
| ------------------ | ---------------------- | --------------- | ----- |
| Médaille d'or      | Katie Archibald        | Grande-Bretagne |       |
| Médaille d'argent  | Valentine Fortin       | France          |       |
| Médaille de bronze | Daria Pikulik          | Pologne         |       |
| 4                  | Maike van der Duin     | Pays-Bas        |       |
| 5                  | Martina Fidanza        | Italie          |       |
| 6                  | Olivija Baleišytė      | Lituanie        |       |
| 7                  | Emily Kay              | Irlande         |       |
| 8                  | Alžbeta Bačíková       | Slovaquie       |       |
| 9                  | Hanna Tserakh          | Biélorussie     |       |
| 10                 | Aline Seitz            | Suisse          |       |
| 11                 | Katrijn De Clercq      | Belgique        |       |
| 12                 | Tania Calvo            | Espagne         |       |
| 13                 | Mariia Miliaeva        | Russie          |       |
| 14                 | Tetyana Klimchenko     | Ukraine         |       |
| 15                 | Anita Stenberg         | Norvège         |       |
| 16                 | Lea Lin Teutenberg     | Allemagne       |       |
| 17                 | Johanna Kitti Borissza | Hongrie         |       |
| 18                 | Daniela Campos         | Portugal        |       |
| 19                 | Jarmila Machačová      | Tchéquie        |       |

#### Omnium
- Course aux points et classement final[69]

| Rang               | Nom                    | Pays            | Scratch | Tempo        | Elim.        | Sous-total   | Points au tour | Points au sprint | Ordre à l'arrivée | Points total |
| ------------------ | ---------------------- | --------------- | ------- | ------------ | ------------ | ------------ | -------------- | ---------------- | ----------------- | ------------ |
| Médaille d'or      | Katie Archibald        | Grande-Bretagne | 40      | 40           | 40           | 120          | 0              | 34               | 1                 | 154          |
| Médaille d'argent  | Victoire Berteau       | France          | 28      | 38           | 36           | 102          | 0              | 18               | 2                 | 120          |
| Médaille de bronze | Rachele Barbieri       | Italie          | 32      | 28           | 32           | 98           | 0              | 20               | 3                 | 118          |
| 4                  | Maike van der Duin     | Pays-Bas        | 34      | 30           | 34           | 98           | 0              | 5                | 13                | 103          |
| 5                  | Olivija Baleišytė      | Lituanie        | 32      | 36           | 26           | 94           | 0              | 0                | 18                | 94           |
| 6                  | Shari Bossuyt          | Belgique        | 20      | 24           | 38           | 82           | 0              | 0                | 11                | 82           |
| 7                  | Lea Lin Teutenberg     | Allemagne       | 22      | 14           | 30           | 66           | 0              | 3                | 8                 | 69           |
| 8                  | Amalie Dideriksen      | Danemark        | 24      | 12           | 28           | 64           | 0              | 5                | 15                | 69           |
| 9                  | Hanna Solovey          | Ukraine         | 10      | 34           | 22           | 66           | 0              | 2                | 6                 | 68           |
| 10                 | Daria Pikulik          | Pologne         | 36      | 16           | 14           | 66           | 0              | 2                | 14                | 68           |
| 11                 | Gulnaz Khatuntseva     | Russie          | 16      | 20           | 24           | 60           | 0              | 2                | 10                | 62           |
| 12                 | Maria Martins          | Portugal        | 30      | 26           | 4            | 60           | 0              | 0                | 5                 | 60           |
| 13                 | Hanna Tserakh          | Biélorussie     | 8       | 22           | 20           | 50           | 0              | 2                | 7                 | 52           |
| 14                 | Eukene Larrarte        | Espagne         | 18      | 8            | 18           | 44           | 0              | 1                | 16                | 45           |
| 15                 | Aline Seitz            | Suisse          | 12      | 18           | 6            | 36           | 0              | 2                | 4                 | 38           |
| 16                 | Emily Kay              | Irlande         | 14      | 6            | 12           | 32           | 0              | 3                | 9                 | 35           |
| 17                 | Petra Ševčíková        | Tchéquie        | 4       | 32           | 16           | 52           | –20            | 0                | 12                | 32           |
| 18                 | Alžbeta Bačíková       | Slovaquie       | 26      | 10           | 8            | 44           | –20            | 0                | 17                | 24           |
| 19                 | Johanna Kitti Borissza | Hongrie         | 2       | 4            | 10           | 16           | –60            | 0                | 19                | –44          |
|                    | Anita Stenberg         | Norvège         | 6       | non-partante | non-partante | non-partante | non-partante   | non-partante     | non-partante      | Abandon      |

#### Course à élimination
| Pos                | Nom                    | Pays            |
| ------------------ | ---------------------- | --------------- |
| Médaille d'or      | Valentine Fortin       | France          |
| Médaille d'argent  | Letizia Paternoster    | Italie          |
| Médaille de bronze | Neah Evans             | Grande-Bretagne |
| 4                  | Nikol Płosaj           | Pologne         |
| 5                  | Eukene Larrarte        | Espagne         |
| 6                  | Kseniia Fedotova       | Ukraine         |
| 7                  | Alžbeta Bačíková       | Slovaquie       |
| 8                  | Olivija Baleišytė      | Lituanie        |
| 9                  | Maria Martins          | Portugal        |
| 10                 | Lena Charlotte Reißner | Allemagne       |
| 11                 | Petra Ševčíková        | Tchéquie        |
| 12                 | Mylène de Zoete        | Pays-Bas        |
| 13                 | Anita Stenberg         | Norvège         |
| 14                 | Aksana Salauyeva       | Biélorussie     |
| 15                 | Tamara László          | Hongrie         |
| 16                 | Mariia Miliaeva        | Russie          |
| 17                 | Katrijn De Clercq      | Belgique        |
| 18                 | Mia Griffin            | Irlande         |
| 19                 | Michelle Andres        | Suisse          |

## Tableau des médailles
| Rang  | Nation          | Or | Argent | Bronze | Total |
| ----- | --------------- | -- | ------ | ------ | ----- |
| 1     | Pays-Bas        | 7  | 3      | 1      | 11    |
| 2     | Allemagne       | 3  | 3      | 2      | 8     |
| 3     | Russie          | 3  | 1      | 5      | 9     |
| 4     | Grande-Bretagne | 3  | 0      | 2      | 5     |
| 5     | France          | 2  | 5      | 3      | 10    |
| 6     | Italie          | 1  | 2      | 1      | 4     |
| 6     | Portugal        | 1  | 2      | 1      | 4     |
| 8     | Danemark        | 1  | 1      | 1      | 3     |
| 9     | Pologne         | 1  | 0      | 3      | 4     |
| 10    | Belgique        | 0  | 3      | 0      | 3     |
| 11    | Suisse          | 0  | 1      | 1      | 2     |
| 12    | Ukraine         | 0  | 1      | 0      | 1     |
| 13    | Irlande         | 0  | 0      | 2      | 2     |
| Total | Total           | 22 | 22     | 22     | 66    |

## Diffuseurs
La liste des diffuseurs est la suivante :
- Europe : Eurosport 1
- Belgique : VRT
- Danemark : DKTV2
- France : L'Équipe (streaming)
- Pologne : TVP Sport
- Suisse : SRF